# Carangola
Carangola es una ciudad brasileña del estado de Minas Gerais que, según el censo realizado por IBGE en 2010, cuenta con una población es 32.321 habitantes.

## Economía e Infraestructura
En economía, se destacan el café, la leche, la ganadería, la industria láctea y los servicios.
Con una población regional estimada en más de 160.000 habitantes, tiene una ubicación estratégica, en una posición de frontera con el estado de Minas Gerais con el estado de Espírito Santo y Minas Gerais con el estado de Río de Janeiro.
La región está compuesta por los municipios de infraestructura Carangola y el fuerte crecimiento industrial y comercial. Las principales carreteras que sirven a la ciudad es la BR-482, BR-116, MG 111 y MG-265-. La ciudad cuenta con instituciones de educación superior y formación profesional, hospitales, periódicos, radio y TV group="nota"/> referencia>.
En el área de la educación tiene varias Carangola escuelas de 1 y 2 nivel estatal y local, también cuenta con tres facultades, Favale Doctum e institutos de educación superior, que ofrece amplia gama de cursos de la universidad de la ciencia humanidades, ciencias exactas, la salud biológica, y algunos cursos de postgrado.
El centro comercial tiene Carangola redes de electrodomésticos, mercados y todo lo que un centro comercial al aire libre.

### Sucursales del Banco
- CEF
- Banco de Brasil
- Itaú / Unibanco
- Bradesco
- Unicred
- Sicoob

### Hoteles
- Gran Hotel
- Central Hotel
- Lujo Mauraci
- Hotel San Jose

### Industrias
- Lácteos Marília
- Valle de la lechería Carangola
- Lácteos Paim
- Frijoles Duprat
- Arroz Duprat
- Riltex Jeans
- Estampado y tejer Nilcolor
- Ropa de los niños Babymoon
- Escobas Little Star
- Escobas Espantapájaros
- Cuerpos Santa Luzia
- Fábrica de Muebles Carangola
- Mobiliario Escolar

## Ubicación
Situado en las laderas de Atlantic Highlands, Carangola está al este del estado de Minas Gerais, que pertenece a la región media de la Zona de la Mata.
La posición geográfica de Carangola polariza la atención de cerca de 12 municipios de los alrededores, dada su estructura de prestación de servicios, un comercio importante y un proceso latente de la industrialización, fue influenciado por Belo Horizonte, Río de Janeiro y Juiz de Fora.
El municipio de Carangola está constituido actualmente por la sede y los distritos de la Aurora, y de alta Lacerdina Puente de Minas. Carangola está rodeado por los municipios de  Divino y Espera Feliz, al norte; Caiana, Espera Feliz y Faria Lemos, al este, y São Francisco do Gloria e Fervedouro, el oeste,Pedra Dourada e Faria Lemos, al sur.

## Principales barrios
- Aeropuerto
- Se ha cambiado
- Almendra
- Armindo Cunha
- Caja de agua
- Centro de
- Chevrand
- Coronada
- Eldorado
- Bosque
- Julio Vaz
- Largo do Rosário
- Nuevos Tiempos
- Oro Verde
- Panorama
- Porcelana
- Santa Emilia
- Santa María
- Santo Onofre
- Triángulo
- Varginha

## Distritos y zonas rurales
- Amanecer
- Barroso
- Mariposa
- Concepción
- Corriente del Gallo
- Lacerdina
- Parrot
- Desfile General
- Mina Puente Alto
- São Manoel Buey
- Serra das Velhas

## Bus urbano
Carangola es servida por dos compañías de transporte, cada línea cubre un área específica de la ciudad. Se transportan miles de pasajeros todos los días.
Líneas:
- → Circular sirve barrios: Santa Maria / Porcelana / Onofre Santo / Chevrand / Central / Delta / Santa Emilia / Coronado / Eldorado;
- Varginha / Aeropuerto → sirve barrios de la OEA: Lacerdina (distrito) / Varginha / Largo do Rosário / Chevrand / triángulo / Central / Santa Emilia Tiempos / aeropuerto / Nuevo)
- Aeropuerto / → Varginha cumple con los barrios: Times New / aeropuerto / Santa Emilia / Centro / Chevrand / Santa Maria / Varginha / trips (distrito)
- Desfile General / calle se cruza con los barrios →: Desfile General / Forestal / Santa Emilia / Centro
- Bus / Stop → General se reúne con los barrios: Centro / Santa Emilia / Bosque / Stop General
- Carretera / Puente Alto → Amanecer cumple con los distritos y Puente Alto, además de los pueblos rurales que bordean los 482 BR.
- Carretera / → Barroso se reúne con las comunidades rurales de Benedicto Residencia / St. / Barroso y el Distrito de Alba, además de los pueblos rurales que bordean los 482 BR.
- Centro / → Parrot sirve el distrito y la comunidad rural de Lacerdina Parrot

Las empresas:
- Tráfico Hermanos
- Trans Moreira

## Autobuses Interurbanos
Carangola es servida por varias compañías de autobuses interurbanos, que conectan con los principales centros, como Belo Horizonte, Río de Janeiro, Brasil, São Paulo (ciudad), Victoria, Juiz de Fora, Campos de Goytacazes, Volta Redonda, Governador Valadares, entre otros.
También hay autobuses semi-urbanas que conectan la Carangola a Divino, Espera Feliz, Caiana, Fervedouro, Faria Lemos, Pedra Dourada, São Francisco do Gloria y Tombos, entre otros lugares.

## Comercio
En economía, se destacan los tres principales sectores económicos: el sector primario, secundario y terciario.
La base económica de Carangola se sienta en la agricultura y la ganadería, y en servicios de café. En la industria, se destacan los productos lácteos de la leche y sus derivados.

## Salud
La ciudad cuenta con dos hospitales, policlínicas municipales sala de emergencia regional, varias clínicas, consultorios médicos y varias clínicas diversas. En la ciudad varios procedimientos quirúrgicos se llevan a cabo, con énfasis en la cirugía bariátrica y trasplante de córnea.
Los dos hospitales son centros importantes de atracción para las personas que viven en los municipios de Minas Gerais, Espírito Santo y Río de Janeiro.
- Casa de la Caridad de Carangola.
- Hospital Evangélico en Carangola.

La Casa de la Caridad del Hospital Carangola de referencia está en el estado por lo que fue reconocido por el Ministerio de Salud como "Hospital Estratégico". Que sirve a 36 ciudades en el estado de Minas Gerais, 6 y 3 del Espíritu Santo de Río de Janeiro, una población estimada de 500.000 habitantes.

## Educación
Incluye: la educación básica, secundaria y educación superior.

### Primaria y Secundaria
El sistema público de educación primaria y educación secundaria es servido por las escuelas en el nivel estatal y municipal con una buena enseñanza. En la red estatal de escuelas primarias y secundarias, la ciudad tiene una de las escuelas más grandes de la Zona da Mata, Escuela Estatal de Emilia Esteves Marqués, que tiene un número de más de 2.000 (dos mil) alumnos matriculados y es reconocido como una referencia por la escuela Departamento de Educación del Estado de Minas Gerais.

### Educación Superior
La educación superior es suministrado por:
- Universidad de Minas Gerais - UEMG
- Colegios Carangola Valley - Favale;
- Facultad de Filosofía, Ciencias y Letras de Carangola - FAFILE;
- Facultad de Ciencias de la Administración, Facultad de Ciencias Exactas Ciencias Carangola - FACEX
- Doctum de Carangola.
- Instituto de Educación

En el nivel superior, la ciudad ofrece los siguientes cursos:
- Graduación
- Derecho
- Administración
- Contabilidad
- Turismo
- Servicios Sociales
- Ciencias Biológicas
- Sistemas de Información
- Historia
- Cartas
- Matemáticas
- Pedagogía
- Postgrado
- Educación Ambiental
- Psicología
- Historia del Brasil
- Portugués
- Geografía
- Libras

## El Distrito
El Distrito de Carangola abarca cuatro condados: Carangola Faria Lemos Fervedouro y San Francisco de Gloria. Tiene tres ramas, una de las que el Tribunal Especial. La ciudad también se sirve con registros grandes y los servicios notariales.

## Electricidad
Atendidas por los servicios de energía eléctrica Companhia Energética de Minas Gerais - Cemig. Sin embargo, ya en fase de operación en la ciudad una pequeña hidro - PCH Carangola - Carangola empresa Energia S / A.

## Medio ambiente
El municipio tiene una inserción importante en el medio ambiente, dado que las fronteras del río Carangola, subafluente del río Paraíba do Sul, parte integral de la Cuenca del río Paraíba do Sul Comité
Es importante observar que el río es un río Carangola federal, teniendo en cuenta que se baña dos unidades de la federación, el estado de Minas Gerais y Río de Janeiro. Sin embargo, hasta la fecha, oficialmente Carangola el río no se ha reconocido adecuadamente como un río de dominio federal.
Además, la ciudad es el Parque distante pequeño Estado de la Serra do Brigadeiro y Caparaó Parque nacional, y, en consecuencia, ha dirigido las agencias estatales a los intereses del medio ambiente, tales como la Unidad Operativa de Bosques, Pesca y Biodiversidad de la Carangola Estado del Instituto Forestal (IEF) y 06 º Grupo de la Policía Militar de la Carangola Medio Ambiente.

### La Jequitibá de Carangola
El Jequitibá de Carangola como se llamaba, tenía unos 30 metros de altura y aproximadamente 1500 años de existencia, considerado el árbol más antiguo de Brasil.
Después de un incendio provocado quemó el árbol durante once días. Hubo una movilización popular para salvar el árbol gigante. Los bomberos trabajaron siete días para contener el fuego, que consumió el interior del tronco, formando el cráter en el que el personal de la Policía Forestal circular con facilidad y que se ajustaría más de diez personas. A pesar de los esfuerzos de la población, no pudo resistir el enorme árbol y murió meses después del incendio a principios de 2000.

## Deportes
Carangola es una ciudad con muchos talentos en el deporte. Entre los aspectos más destacados es el campeón de los jugadores de fútbol como para revelar Palinha (Cruzeiro, Sao Paulo y el Nacional de Brasil), Diego Padilha (Vasco, Avaí / SC, Santo André / SP, Ceara y otros clubes) y Irenio (América Mineiro, el Atlético / MG, portugués, Tigres de México, entre otros equipos), otros nombres, en el talento césped espesar nacional e internacional. Otro punto a destacar para la natación y el voleibol, que siempre aumenta nombre de la ciudad al punto más alto del podio del campeonato en Brasil y en el extranjero.
Con la estructura adecuada para la práctica de estos y muchos otros deportes, hay que destacar que en el Pasado de la ciudad vivió principalmente entre el pico de dos equipos, el Club de Fútbol Comercial e Ipiranga. Hoy en día las glorias del pasado no brilla como antes, que no deje la ciudad sin el deporte en general, no sólo en el fútbol, pero sigue siendo una fuerza importante en Brasil, no son diferentes entre los que carangolenses cada año compiten por los barrios tradicionales de fútbol que llenaron el estadio Roseny Smith.
Los clubes con una buena estructura de las piscinas, los tribunales están siempre en desarrollo y el fomento de campeonatos deportivos y la recepción de la ciudad y el estado de orden. Otras estructuras físicas, ayudar a difundir el deporte y la muestra de talentos locales, como el ya mencionado Estadio Roseny Smith y un moderno gimnasio, varios campos de fútbol y el deporte en varias partes de la ciudad.
Incluso hoy en día, ha Carangola Ipiranga, en representación de muchas escuelas en los incentivos de fútbol y los deportes, por ejemplo, la pequeña escuela de Pele, la pelota y el crucero y también una escuela de natación.

## Carretera
- BR-482

- MG-111
- MG-265
- BR-116

## Distancias
- São João del Rei - 349 kilómetros
- Alto Caparaó - 54 kilómetros
- Alto Jequitibá - 42 km
- Dores de Campos - 325 kilómetros
- Belo Horizonte - 380 kilómetros
- Itapemirim - 150 km
- Caiana - 30 km
- Caparaó - 27 km
- Divino (Minas Gerais) - 20 km
- Divinópolis - 480 kilómetros
- Espera Feliz - 23 km
- Faria Lemos - 12 km
- Fervedouro - 30 km
- Itaperuna - 72 km
- Juiz de Fora - 246 kilómetros
- Muriaé - 80 km
- Orizânia - 35 km
- Pedra Bonita - 51 kilómetros
- Pedra Dourada- 30 km
- Reales - 90 km
- Río de Janeiro - 370 kilómetros
- São Francisco do Gloria - 40 km
- São Paulo - 710 kilómetros
- Tombos -28 kilómetros
- Victoria - 280 kilómetros

## Clubes
- CTC - Carangola Tenis Club;
- CCA - Club Campestre Carangola;
- SESI - CAT - Mauro Lopes Valadão
- AABB - Athletic Asociación de Bancos de Brasil.

## Servicio Social
La ciudad cuenta con los principales órganos y empleados en el área de asistencia social, a saber:
- Club de Leones de Carangola;
- Club Rotario de Carangola;
- Club Rotaract de Carangola;
- Albañilería;
- Capítulo DeMolay N º 66 Carangola;
- Divina Providencia casa;
- Inicio Evangélica Carangola;
- Los solicitantes no válido para el Carangola;
- Asociación de Padres y Amigos (APAE);
- Sociedad de San Vicente de Paúl.
- Instituto San José (Orfanato)

## Servicio Militar
Después de muchos años sin que el servicio militar antes de que la desactivación se produjo en el año 1994 por la unión de fuerzas, organizaciones benéficas y la administración pública se puede revivir el tiro de guerra 04/002. La primera clase a ocupar el espacio de los cuarteles se inició en enero de 1995 con cerca de 38 soldados bajo el mando de los sargentos y Agnelo Souza Neto. Desde entonces, los residentes de la ciudad se enorgullecen de tener un representante de la Brsileiras Fuerzas Armadas en todo.

## Hijos ilustres
- Annie Lee, la actriz.
- Bienvenido Sequeira, el actor.
- Decio Meireles, el ministro del STF.
- Denise Frossard, el juez TJ / RJ y la congresista.
- Laib Diego Padilha, jugador de fútbol.
- Flavio Costa, exentrenador de la CBF.
- José Soares Filho Irenio, jugador de fútbol.
- José Honorio Rodrigues, un sociólogo y escritor.
- Juan Bello de Oliveira Filho, representante del estado y exalcalde.
- Leda Boechat, historiador y escritor.
- Maria Gomes de San Valentín, el primer brasileño en unirse al "Libro Guinness" como la mujer más vieja del mundo.
- Mauricio Dias, el periodista.
- Palhinha, exjugador de fútbol.
- Pablo Mercadante, escritor
- Theotonio Dos Santos, escritor.
- Victor Nunes Leal, el ministro del STF autor e historiador.
- Jenofonte Mercadante, miembro de la asamblea y abogado desde 1947.

## Citas culturales
El más notable se produjo en 1998, la premiada películaCentral , director de Brasil Walter Salles. En ella, el protagonista Dora vivió papel de la actriz Fernanda Montenegro, escribió cartas para el dictado de analfabetos en una estación de tren. Principio de la película, varios clientes de Dora, procedentes de varios municipios citar sus ciudades Carangola es uno.

## Ofrecido en la TV
Hélio Ziskind y Cocorico Panel de TV Cultura, en el año 2000 llevó al aire el programa El Grupo de Cocorico En: Giant Forest, que más tarde se convirtió en un teatro musical. Creado a partir de hechos reales, la educación prgram jequitibá de la saga - que en tupí-guaraní significa que el gigante de la selva, ubicada en la ciudad minera de Carangola - de una manera lúdica, frente a la movilización de las poblaciones locales para preservar este árbol, después de un incendio que duró once días. El esfuerzo de "operación de rescate" irradia una actitud de compromiso con la vida se recrea con las "flores blancas" que nacieron en la primavera siguiente.